# راجرایبرت.کام
راجرایبرت.کام (انگلیسی: RogerEbert.com) یک وب سایت نقد فیلم آمریکایی است که نظرات نوشته شده توسط منتقد فیلم راجر ایبرت را برای شیکاگو سان-تایمز بایگانی می‌کند و همچنین نظرات و مقالات دیگر منتقدان را به اشتراک می‌گذارد.